# پایگاه هوایی پراتاسووا
پایگاه هوایی پراتاسووا (به انگلیسی: Protasovo air base) یک فرودگاه نظامی است که یک باند فرود بتن دارد و طول باند آن ۲۰۰۰ متر است. این فرودگاه در شهر ریازان کشور روسیه قرار دارد و در ارتفاع ۱۴۳ متری از سطح دریا واقع شده‌است.